# Бернхард I фон Шайерн
Бернхард I фон Шайерн (на немски: Bernhard I von Scheyern; † 2 март 1101; или 2 март 1102; или 2 март 1104) от фамилията Вителсбахи, е от 1096 г. граф на Шайерн и катедрален фогт на Фрайзинг и на Вайенщефан и Тегернзе.

## Биография
Той е син на граф Ото I фон Шайерн († 1091) и Хазига фон Дисен († 1104), дъщеря на граф Фридрих II фон Дисен († 1075). Брат е на Екехард I, Арнолд I и Ото II.
Бернхард I е до 11 май 1091 г. фогт на катедралата на Фрайзинг и на Вайенщефан и Тегернзе. Той е съосновател на Фишбахау и често е назоваван в различни документи.
Умира през 1101 или 1104 г. и е погребан в Шайерн.